# Phalacrocarpum
Phalacrocarpum es un género de plantas pertenecientes a la familia Asteraceae. Comprende 6 especies descritas y de estas, solo 3 aceptadas.

## Taxonomía
El género fue descrito por Heinrich Moritz Willkomm y publicado en Botanische Zeitung (Berlin) 22: 252. 1864.

## Especies aceptadas
A continuación se brinda un listado de las especies del género Phalacrocarpum aceptadas hasta junio de 2012, ordenadas alfabéticamente. Para cada una se indica el nombre binomial seguido del autor, abreviado según las convenciones y usos:
- Phalacrocarpum oppositifolium (Brot.) Willk.
- Phalacrocarpum sericeum Henriq.
- Phalacrocarpum victoriae Sennen & Elias